# 菲比·布里杰斯
菲比·露西尔·布里杰斯（英語：Phoebe Lucille Bridgers，1994年8月17日—），是一名美国歌手、词曲作家、吉他手及音樂製作人，来自加利福尼亚州洛杉矶。她目前发行了两张录音室专辑，首张专辑《Stranger in the Alps》发行于2017年，2020年发行的第二张专辑《Punisher》为布里杰斯赢得了广泛的好评，并获得了包括最佳新人在内的四项格莱美奖提名。
布里杰斯还是乐队boygenius（与朱利安·贝克和露西·达克斯）和Better Oblivion Community Center（与康纳·奥伯斯特）的成员。

## 早期生活
菲比·露西尔·布里杰斯于1994年8月17日出生于加利福尼亚州帕萨迪纳，她在那里长大。她在加利福尼亚州尤奇亚度过了部分童年时光。童年时期，布里杰斯在帕萨迪纳农贸市场进行街头表演赚取零花钱。布里杰斯毕业于帕萨迪纳的塞科亚学校和洛杉矶县艺术高中，大一时期在伯克利音乐学院短暂学习后退学。

## 音乐作品
- 《Stranger in the Alps（英语：Stranger in the Alps）》（2017年）
- 《Punisher（英语：Punisher (album)）》（2020年）